# Adam Johansson
Adam Johansson (* 21. Februar 1983 in Jönköping) ist ein ehemaliger schwedischer Fußballspieler. Der Abwehrspieler, der mit IFK Göteborg schwedischer Meister und Pokalsieger wurde, spielte zwischen 2009 und 2013 in der schwedischen Nationalmannschaft.

## Karriere
Johansson spielte in der Jugend für Slottskogen/Godhem IF und Kungsladugård BK. In der Zweitliga-Spielzeit 2002 debütierte der Abwehrspieler für den Zweitligisten Västra Frölunda IF im schwedischen Profifußball. Gleich in seiner ersten Spielzeit konnte er sich einen Stammplatz erkämpfen und stand in 25 Partien in der Startelf. Mit dem Verein verpasste er erst in der Relegation gegen IFK Göteborg den Aufstieg in die erstklassige Allsvenskan. In seiner zweiten Spielzeit kam er auf 13 Einsätze, spielte sich aber gleichzeitig in der schwedischen U-21-Auswahl. In der Spielzeit 2004 etablierte er sich sowohl bei seinem Klub als auch in der U-21-Landesauswahl in der Stammformation.
Im Januar 2005 wechselte Johansson innerhalb Göteborgs den Verein. Neuer Klub des Außenverteidigers wurde der Erstligaklub IFK Göteborg, bei dem er in seiner ersten Erstligasaison die Hälfte der Saisonspiele absolvierte. Ab dem zweiten Jahr kam er vermehrt zum Einsatz und in der Meisterschaftssaison 2007 verpasste er an der Seite von Bengt Andersson, Hjálmar Jónsson, Niclas Alexandersson, George Mourad, Stefan Selakovic und Torschützenkönig Marcus Berg nur wegen Gelbsperren zwei Partien, stand aber ansonsten jede Minute auf dem Platz. Zu Beginn der Spielzeit 2008 fiel Johansson verletzungsbedingt aus, konnte sich aber nach seiner Wiedergenesung zurück in die Stammformation spielen. Während er mit dem Klub in der Liga hinter Meister Kalmar FF und IF Elfsborg den dritten Platz belegte, zog die Mannschaft ins Pokalendspiel ein. Dort stand er beim Duell gegen Kalmar FF in der Startformation und wurde nach 99. Spielminuten durch Jonas Wallerstedt ersetzt. Nachdem die Verlängerung 0:0-unentschieden endete, entschieden seine Mannschaftskameraden Niclas Alexandersson, Kim Christensen, Ragnar Sigurðsson, Hjálmar Jónsson und Pontus Wernbloom das Elfmeterschießen zu Gunsten des IFK Göteborg.
Durch seine guten Leistungen im Saisonverlauf berief Nationaltrainer Lars Lagerbäck Johansson zu den Auftaktländerspielen der schwedischen Landesauswahl im Januar 2009. An der Seite von Johan Dahlin, Gustav Svensson und Mikael Dahlberg debütierte er am 24. Januar bei der 2:3-Niederlage gegen die US-Nationalmannschaft, bei der insbesondere der dreifache Torschütze Sacha Klještan herausstach. In der Folge hielt er sich im Kader der Nationalmannschaft und bestritt bis zum Sommer alle Länderspiele. Im Juli des Jahres bremste ihn eine schwere Knieverletzung, als er sich beim Duell mit dem Meisterschaftsrivalen AIK am Kreuzband verletzte. Ohne sein Mitwirken erreichte der Klub hinter AIK die Vizemeisterschaft und verlor gegen den Klub zudem das Pokalendspiel, in der Spielzeit 2010 gehörte er nach seiner Genesung wieder zu den Stammspielern in der Defensive. Folglich kehrte er Anfang 2011 für die Auftaktländerspiele der Nationalmannschaft im Januar in die mittlerweile von Erik Hamrén betreute Landesauswahl zurück. Nach Rückenproblemen fiel Johansson zu Beginn der Spielzeit 2011 aus. Nach seiner Wiedergenesung war er in der zweiten Saisonhälfte wieder Stammspieler und bestritt 15 Ligaspiele.
Kurz nach Weihnachten 2011 wurde Johanssons Wechsel in die Vereinigten Staaten bekannt. Beim in der Major League Soccer antretenden Seattle Sounders FC unterschrieb er einen Vertrag mit mehrjähriger Laufzeit. In der Spielzeit 2012 der MLS bestritt er 21 Partien der regulären Spielzeit und kam in allen vier Spielen der Play-off-Runde des Franchises zum Einsatz, ehe sich im Conference-Halbfinale der spätere Meister Los Angeles Galaxy durchsetzte. Parallel hielt er sich im Kader der schwedischen Nationalmannschaft, wenngleich er hauptsächlich Ersatzspieler war und von Hamrén nicht für den Kader zur Europameisterschaft 2012 nominiert wurde.
Zu Beginn der Spielzeit 2013 im März verpasste Johansson die ersten Spiele verletzungsbedingt. Am 19. März vermeldete Trainer Sigi Schmid die anstehende Trennung vom Spieler, offiziell um mehr Spielraum beim Salary Cap zu haben. Wenige Tage später verkündete sein vormaliger Klub IFK Göteborg die Rückkehr des Defensivspielers, der sich mit dem Verein auf einen bis Ende 2016 gültigen Vertrag einigte. Im Mai des Jahres stand er mit den Göteborgern im Pokalendspiel, das im Elfmeterschießen gegen Djurgårdens IF gewonnen wurde. Zudem erreichte er mit der Mannschaft unter Trainer Mikael Stahre am Ende der Allsvenskan-Spielzeit 2013 den dritten Tabellenplatz, dem in der anschließenden Spielzeit die Vizemeisterschaft folgte.
Nachdem Jörgen Lennartsson Anfang 2015 das Traineramt übernommen hatte, rückte Johansson ins zweite Glied. Beim erneuten Pokalsieg 2015 gegen Örebro SK gehörte er am Endspieltag nicht zum 18 Spieler umfassenden Kader. Nachdem er auch in der Folge allenfalls sporadisch eingesetzt worden war, trennten sich nach Auslaufen seines Vertrages Ende 2016 die Wege. Anschließend blieb er ohne Verein, im Sommer 2017 verkündete er offiziell sein Karriereende und kündigte an, Rechtswissenschaft studieren zu wollen.